# کنوود (مینیاپولیس)
کنوود (به انگلیسی: Kenwood) یک منطقهٔ مسکونی در ایالات متحده آمریکا است که در مینیاپولیس واقع شده‌است. کنوود ۱٬۴۱۴ نفر جمعیت دارد.